# Simhopp vid olympiska sommarspelen 1924
De olympiska tävlingarna i simhopp 1924 avgjordes den 14 - 20 juli i Paris. 71 deltagare från 14 länder tävlade i fem grenar.

## Medaljörer
| Gren                                 | Guld                            | Silver                          | Brons                   |
| Damernas svikt Detaljer...           | Elizabeth Becker-Pinkston (USA) | Aileen Riggin (USA)             | Caroline Fletcher (USA) |
| Damernas höga hopp Detaljer...       | Caroline Smith (USA)            | Elizabeth Becker-Pinkston (USA) | Hjördis Töpel (SWE)     |
| Herrarnas svikt Detaljer...          | Albert White (USA)              | Pete Desjardins (USA)           | Clarence Pinkston (USA) |
| Herrarnas höga hopp Detaljer...      | Albert White (USA)              | David Fall (USA)                | Clarence Pinkston (USA) |
| Herrarnas raka höga hopp Detaljer... | Dick Eve (AUS)                  | Johan Jansson (SWE)             | Harold Clarke (GBR)     |

## Medaljtabell
| Pl.    | Nation         | Guld | Silver | Brons | Totalt |
| ------ | -------------- | ---- | ------ | ----- | ------ |
| 1      | USA            | 4    | 4      | 3     | 11     |
| 2      | Australien     | 1    | 0      | 0     | 1      |
| 3      | Sverige        | 0    | 1      | 1     | 2      |
| 4      | Storbritannien | 0    | 0      | 1     | 1      |
|        |                |      |        |       |        |
| Totalt | Totalt         | 5    | 5      | 5     | 15     |